# بیلی کونچلا
بیلی کونچلا (انگلیسی: Billy Konchellah؛ زادهٔ ۲۰ اکتبر ۱۹۶۱) دونده نیمه‌استقامت اهل کنیا بود.
وی در مسابقات کشوری و بین‌المللی در مجموع برندهٔ ۳ مدال طلا، ۱ مدال برنز شده‌است.